# Koskensaari (ö i Birkaland, Övre Birkaland)
Koskensaari är en ö i Finland. Den ligger i sjön Keihäsjärvi och i kommunen Virdois i den ekonomiska regionen  Övre Birkalands ekonomiska region  och landskapet Birkaland, i den sydvästra delen av landet, 230 km norr om huvudstaden Helsingfors. Öns area är 0,6 hektar och dess största längd är 220 meter i sydöst-nordvästlig riktning.